# Volkswagen Polo V
 Denne artikel omhandler 5. generation af Polo. For et overblik over alle generationer, se Volkswagen Polo.
Volkswagen Polo V er en minibil fra bilfabrikanten Volkswagen i Wolfsburg. Den er femte generation af Polo og blev præsenteret på Geneve Motor Show i starten af marts 2009 som femdørs hatchback, mens tredørsmodellen blev præsenreret på Frankfurt Motor Show i september 2009.
Bilen kunne − i første omgang kun som femdørs med manuel gearkasse − bestilles fra 5. marts 2009. Med produktionsstart i slutningen af marts 2009 afløste den forgængeren Polo IV. Den første bil blev leveret i juni 2009.

## Karakteristika
Teknisk set er femte generation af Polo (type 6R) baseret på samme platform som Audi A1 og SEAT Ibiza. Bilens længde og bredde er i forhold til forgængeren vokset nogle centimeter, hvorimod højden er forringet nogle millimeter. Dermed svarer Polo V i sine ydermål næsten til Volkswagen Golf II fra 1983. Bagagerummet kan i standardkonfigurationen rumme 280 liter og kan ved at klappe bagsædet frem udvides til 952 liter. Polos optik orienterer sig forfra stærkt mod Volkswagen Golf VI.
Forskellige tekniske nyheder er for første gang blevet tilbudt i en Polo: Som ekstraudstyr kan Polo fås med både 7-trins DSG-gearkasse og navigationssystem med touchscreen. Fra slutningen af maj 2010 tilbydes som ekstraudstyr bi-xenonforlygter med statistisk kurvelys og LED-kørelys og fra midten af september 2010 også et elektrisk betjent panoramaskydetag.
Luftmodstandskoefficenten (cW-værdien) er 0,32.
- Bagfra
- VW Polo tredørs (2009–2014)
- Interiør

### Facelift
Den 22. april 2014 kom den faceliftede Polo (type 6C) ud til forhandlerne.
Udefra kan den faceliftede Polo kendes på de let modificerede front- og hækskørter samt baglygter. Samtidig kom der en ny 1,0-liters benzinmotor og 1,4-liters dieselmotor.
- VW Polo femdørs (2014−2017)
- Bagfra

### Udstyr
Den tredørs basismodel Trendline har som standardudstyr bl.a. el-ruder (i femdørsmodellen kun på de forreste ruder), centrallåsesystem og højdejusterbart førersæde. Klimaanlæg fås som ekstraudstyr kun i kombination med cd-radio.
Fra udstyrsvarianten Comfortline er el-ruder i alle dørene standardudstyr, ligesom 15" stålfælge, diverse kromelementer i kabinen, midterarmlæn mellem forsæderne, elektrisk justerbare og opvarmelige sidespejle, centrallåsesystem med fjernbetjening, klimaanlæg og parkeringshjælp bagpå. Derudover er bagsædets ryglæn og siddeflade asymmetrisk delt og bagagerummet forsynet med dobbelt bund.
I den højeste udstyrsvariant Highline er der derudover rat, gearstang og håndbremse i læder og opvarmelige sportssæder foran, kørecomputer og dæktrykskontrolsystem. Det udvendige udstyr omfatter derudover blandt andet 15" alufælge, tågeforlygter, forlygtevaskere og kromelementer på kølergrillen.

### Sikkerhed
Alle modeller har som standardudstyr ABS med bremseassistent, ESP med elektronisk differentialespærre og antispinregulering. Fører- og passagerairbag og hoved- og sideairbags foran hører også med til standardudstyret. Mod merpris kan bilen leveres med hovedairbags og selestrammere til bagsædet.
I Euro NCAPs kollisionstest fik Polo V i 2009 fem ud af fem mulige stjerner. Ved vurdering af passagersikkerheden for voksne fik den testede bil 90 procent og for børn 86 procent af det maksimalt mulige punkttal. For fodgængersikkerhed fik bilen 41 procent, og for den seriemæssige sikkerhedsudrustning 71 procent af det mulige punkttal.

## Specialmodeller
Efter VM i fodbold 2010 i Sydafrika tilbød Volkswagen mellem slutningen af december 2009 og slutningen af december 2010 specialmodellen Team. Den havde som standardudstyr bl.a. tonede side- og bagruder, læderrat, opvarmelige sportssæder foran, tågeforlygter, fartpilot, regnsensor, automatisk afblændeligt bakspejl og cd-radio.
Mellem slutningen af december 2010 og slutningen af december 2011 tilbød Volkswagen specialmodellen Style, som havde et lignende standardudstyr med tonede side- og bagruder, opvarmede forsæder, klimaanlæg, automatisk afblændeligt bakspejl, cd-radio og 15" alufælge. Spejlhusene var uanset bilens farve lakeret sorte. Som ekstraudstyr kunne pakken Style Plus fås, som indeholdt 16" alufælge og panoramaskydetag. I modsætning til Team var Style ikke baseret på Comfortline, men derimod på Trendline.
Mellem december 2011 og starten af 2013 fandtes specialmodellen Match. Match blev derefter afløst af Life, som kunne fås frem til foråret 2014. Life havde samme udstyr som Match, dog med undtagelse af det standardmonterede Climatronic og radioen RCD 310.
Siden introduktionen af den faceliftede Polo 6C i april 2014 findes specialmodellen Fresh. Ud over egne farver og forkromede indstigningslister har Polo Fresh afmørkede baglygter, LED-nummerpladelygter og sortlakerede sidespejle, som hidtil ikke har fandtes i nogen af de andre versioner. Derudover har modellen sportssæder, pedaler i aluminiumsoptik og læderrat. Derudover er udstyret næsten identisk med Comfortline, og modellen har ligeledes kørekomfortpakke (med fartpilot, automatisk kørelystilslutning, træthedsgenkendelse samt forrudeviskerstyring med regnsensor), Connectivity-pakke (med håndfri mobiltelefonbetjening og mediestikdåse) samt radioen "Composition Colour".
I modsætning til de andre Volkswagen-modeller, kom Polo 6C efter VM i fodbold 2014 ikke i en CUP-specialmodel, men kun med en CUP-pakke, hvori forskellige andre specialudstyrspakker var samlet.

## Modelvarianter
I løbet af sin levetid er Polo V blevet bygget i forskellige varianter, som ikke kun adskiller sig fra de almindelige modeller gennem et ændret standardudstyr, men også et modificeret karrosseri eller en motorversion, som ikke kan fås til de almindelige modeller.

### CrossPolo
CrossPolo blev præsenteret officielt på Geneve Motor Show i marts 2010. Bilen, som kun findes med fem døre, adskiller sig fra den almindelige Polo gennem front- og hækskørter, kunststofafdækninger på forskærmene, sølvfarvet tagræling, standardmonterede tågeforlygter og 17" alufælge. Spejlhusene er uanset bilens farve sølvfarvede. Standardudstyret omfatter bl.a. sportssæder til fører og forsædepassager, læderrat og centrallåsesystem med fjernbetjening. Bilen findes med benzinmotorer fra 70 til 105 hk og dieselmotorer fra 75 til 105 hk. CrossPolo har en undervogn med ca. 15 mm større frihøjde, men er på grund af det manglende firehjulstræk kun betinget egnet til terrænkørsel. Forsalget af den på Volkswagen-fabrikken i Uitenhage i Sydafrika byggede CrossPolo begyndte i starten af marts 2010, og de første biler blev leveret i sommeren 2010.

### Polo BlueMotion
Udover den almindelige femdørs Polo blev der på Geneve Motor Show i marts 2009 også præsenteret en konceptbil, Polo concept BlueMotion. Den serienære bil drives af en nyudviklet trecylindret commonrail-dieselmotor på 1,2 liter med 75 hk. Forbruger ligger ifølge Volkswagen på 3,3 liter diesel pr. 100 kilometer og CO2-emissionen på 87 gram pr. kilometer. Udover de allerede ved BlueMotion-udgaven af Polo IV gennemførte modifikationer i forhold til den almindelige Polo har BlueMotion-udgaven af Polo V start/stop-system, muligheden for bremseenergigenvinding og kørecomputer med gearskifteanbefaling.
Serieversionen af Polo V BlueMotion blev præsenteret på Frankfurt Motor Show i september 2009 og kunne bestilles siden 14. december 2009. Bilen findes i to varianter med identisk motorisering. Den første variant (Polo BlueMotion 87g) bruger ifølge fabrikanten 3,3 liter diesel pr. 100 kilometer og kan kun fås med et begrænset udvalg af ekstraudstyr, mens den anden variant (Polo BlueMotion 89g) ifølge fabrikanten bruger 3,4 liter diesel pr. 100 kilometer og kan fås med mere ekstraudstyr.

### Polo GTI
Polo GTI blev præsenteret sammen med CrossPolo på Geneve Motor Show i starten af marts 2010 og kunne bestilles siden slutningen af maj 2010. Bilen er udstyret med en 1,4-liters TSI-motor med turbolader og kompressor, hvis maksimale ydelse på 180 hk overføres til forhjulene gennem en 7-trins DSG-gearkasse. Ifølge fabrikanten går bilen fra 0 til 100 km/t på 6,9 sekunder og har en tophastighed på 229 km/t. Samtidig skal den moderne teknik sænke brændstofforbruget i forhold til forgængeren Polo GTI Cup Edition med samme antal hk, så det nu ligger på 5,9 liter pr. 100 kilometer. Det svarer til et CO2-udslip på 139 g/km.

### Polo R WRC Street
Rallybilen Polo R WRC er fra 2011.
I december 2012 blev modelseriens topmodel, Polo R WRC Street, præsenteret i Monaco. Bilen, som var en gadeversion af rallybilen Volkswagen Polo R WRC, var begrænset til 2500 eksemplarer. Bilen var udstyret med en turboladet 2,0-liters TSI-benzinmotor med 220 hk og 350 Nm, hvilket gav den en accelerationstid fra 0 til 100 km/t på 6,4 sekunder og en topfart på 243 km/t. Sportsundervogn og elektronisk spærredifferentiale XDS var standardudstyr.
Optisk adskilte bilen sig fra de andre Polo-versioner med særlig sportsligt ind- og udvendigt udstyr, bl.a. 18" alufælge og bixenon-forlygter med LED-dagkørelys.
Kabinen var udstyret med alcantaraindtræk og -rat samt aluminiumsapplikationer.

### Polo CityVan
Denne varebil har tre døre og to sæder. Den findes i fire forskellige varianter:
1. Polo CityVan: 1,2 liter benzin 60 hk
2. Polo CityVan TDI: 1,2 liter diesel 75 hk
3. Polo CityVan TDI: 1,6 liter diesel 90 hk
4. Polo CityVan BlueMotion Technology TDI: 1,6 liter diesel 90 hk

### Polo Sedan/Vento
Sedanudgaven Polo Sedan blev præsenteret 2. juni 2010 i Moskva. Bilens akselafstand er forlænget 82 millimeter og bilen er specielt udviklet efter forespørgsel fra det russiske marked. Den på Volkswagens fabrik i Kaluga byggede sedan findes med en 1,6-liters benzinmotor med 105 hk og 5-trins manuel eller 6-trins Tiptronic automatisk gearkasse.
I Indien sælges modellen med mere standardudstyr under navnet "Volkswagen Vento", men kan dog ikke ses som efterfølger for den i Tyskland mellem 1992 og 1998 byggede navnebroder. Bilen bygges på Volkswagens fabrik i Chakan i Indien. Bilen findes med benzin- og dieselmotor, begge på 1,6 liter med 105 hk. Bilen er næsten identisk med Škoda Rapid.

## Motorer
Ved introduktionen fandtes Polo med tre benzinmotorer fra 60 til 85 hk og tre dieselmotorer fra 75 til 105 hk. Benzinmotorerne var overtaget fra forgængeren, men teknisk modificeret for at kunne overholde Euro5-grænseværdierne, og modellen med 85 hk havde også fået ydelsen øget. Derimod var 1,6-liters dieselmotorerne med commonrail-indsprøjtning komplette nyudviklinger. I november 2009 blev en ligeledes nyudviklet 1,2-liters TSI-benzinmotor med 105 hk introduceret. Siden december 2009 fås denne motor med direkte indsprøjtning og turbolader også med 7-trins DSG-gearkasse.
Fra marts 2010 findes Polo med 85 hk-benzinmotoren også i en BiFuel-version, som både kan køre på benzin og autogas. Bilen har udover den almindelige benzintank på 45 liter en autogastank på 52 liter i reservehjulsbrønden. Den til de højere termiske belastninger tilpassede motor opfylder Euro4-normen og yder i autogasdrift 82 hk. I slutningen af juni 2010 blev salget af denne model på grund af kapacitetsproblemer indtil videre indstillet. Fra februar 2011 tilbydes igen en BiFuel-model med en 1,6-liters benzinmotor, som i både autogas- og benzindrift yder 82 hk og opfylder Euro5-normen.
Fra maj 2011 findes den oprindeligt kun i Polo BlueMotion monterede 1,2-liters dieselmotor med 75 hk også i den almindelige Polo og afløste derved 1,6-litersmotoren med 75 hk. 1,2-liters benzinmotoren med 70 hk findes fra november 2010 også med BlueMotion Technology-pakke.
| Model | Cylindre | Ventiler | Slagvolume cm³ | Max. effekt kW (hk) / omdr.                    | Max. drejningsmoment Nm / omdr.        | Motorkode   | 0-100 km/t sek.            | Topfart km/t             | Byggeår          |
| --- | -------- | -------- | -------------- | ---------------------------------------------- | -------------------------------------- | ----------- | -------------------------- | ------------------------ | ---------------- |
| Benzinmotorer |          |          |                |                                                |                                        |             |                            |                          |                  |
| 1.0 | 3        | 12       | 999            | 44 (60) / 5000 − 6000                          | 95 / 3000 − 4300                       | CHYA        | 15,5                       | 161                      | 4/2014 −         |
| 1.0 | 3        | 12       | 999            | 55 (75) / 6200                                 | 95 / 3000 − 4300                       | CHYB        | 14,3                       | 175                      | 4/2014 −         |
| 1.0 TSI | 3        | 12       | 999            | 70 (95) / 5000 − 5500                          | 160 / 1500 − 3500                      |             | 10,5                       | 191                      | 11/2014 −        |
| 1.2 | 3        | 12       | 1198           | 44 (60) / 5200                                 | 108 / 3000                             | CGPB / CHFA | 16,1                       | 157                      | 6/2009 − 3/2014  |
| 1.2 | 3        | 12       | 1198           | 51 (70) / 5400                                 | 112 / 3000                             | CGPA        | 14,1                       | 161                      | 6/2009 − 3/2014  |
| 1.4 | 4        | 16       | 1390           | 63 (85) / 5000                                 | 132 / 3800                             | CGGB        | 11,9                       | 177                      | 6/2009 − 3/2014  |
| 1.4 BiFuel | 4        | 16       | 1390           | Benzin: 63 (85) / 5000 Autogas: 60 (82) / 5000 | Benzin: 132 / 3800 Autogas: 126 / 3800 | CMAA        | Benzin: 12,9 Autogas: 13,4 | Benzin: 177 Autogas: 174 | 3/2010 − 6/2010  |
| 1.6 BiFuel | 4        | 16       | 1598           | 60 (82) / 4000 − 6000                          | 145 / 3800                             | CNKA        | 12,2                       | 174                      | 1/2011 − 3/2014  |
| 1.2 TSI | 4        | 8        | 1197           | 66 (90) / 4500                                 | 160 / 1500 − 3500                      | CBZC        | 10,9                       | 182                      | 10/2011 − 3/2014 |
| 1.2 TSI | 4        | 16       | 1197           | 66 (90) / 4800                                 | 160 / 1400 − 4000                      |             | 10,8                       | 184                      | 4/2014 −         |
| 1.2 TSI | 4        | 8        | 1197           | 77 (105) / 5000                                | 175 / 1550 − 4100                      | CBZB        | 9,7                        | 190                      | 11/2009 − 3/2014 |
| 1.2 TSI | 4        | 16       | 1197           | 81 (110) / 5000                                | 175 / 1500 − 4000                      |             | 9,3                        | 196                      | 4/2014 −         |
| 1.4 TSI GTI | 4        | 16       | 1390           | 132 (180) / 6200                               | 250 / 2000 − 4500                      | CAVE        | 6,9                        | 229                      | 5/2010 − 3/2014  |
| 1.8 TSI GTI | 4        | 16       | 1798           | 141 (192) / 4200 − 6200                        | 320 / 1400 − 4200                      |             | 6,7                        | 236                      | 11/2014 −        |
| Bemærk: Begge 1,0-liters benzinmotorerne, 1,2-liters benzinmotorerne samt begge 1,2 TSI-benzinmotorerne er mekanisk identiske; den forskellige ydelse opnås gennem motorstyresoftwaren. |          |          |                |                                                |                                        |             |                            |                          |                  |
| Dieselmotorer |          |          |                |                                                |                                        |             |                            |                          |                  |
| 1.2 TDI | 3        | 12       | 1199           | 55 (75) / 4200                                 | 180 / 2000                             | CFWA        | 13,9                       | 170 BlueMotion: 173      | 12/2009 − 3/2014 |
| 1.4 TDI | 3        | 12       | 1422           | 55 (75) / 3000 − 3750                          | 210 / 1500 − 2000                      |             | 12,9                       | 173                      | 4/2014 −         |
| 1.4 TDI | 3        | 12       | 1422           | 66 (90) / 3500                                 | 230 / 1500 − 2500                      |             | 10,9                       | 184                      | 4/2014 −         |
| 1.4 TDI | 3        | 12       | 1422           | 77 (105) / 3500 − 3750                         | 250 / 1750 − 2500                      |             | 9,9                        | 194                      | 4/2014 −         |
| 1.6 TDI | 4        | 16       | 1598           | 55 (75) / 4000                                 | 195 / 1500 − 2000                      | CAYA        | 13,9                       | 170                      | 6/2009 − 5/2010  |
| 1.6 TDI | 4        | 16       | 1598           | 66 (90) / 4200                                 | 230 / 1500 − 2500                      | CAYB        | 11,5                       | 180                      | 6/2009 − 3/2014  |
| 1.6 TDI | 4        | 16       | 1598           | 77 (105) / 4400                                | 250 / 1500 − 2500                      | CAYC        | 10,4                       | 190                      | 6/2009 − 3/2014  |
| Bemærk: Alle 1,4 TDI- og 1,6 TDI-dieselmotorerne er mekanisk identiske; den forskellige ydelse opnås gennem motorstyresoftwaren.                                                        |          |          |                |                                                |                                        |             |                            |                          |                  |

## Tilbagekaldelsesaktioner
I oktober 2010 udskiftede fabrikanten kølervæsken på 842 biler komplet, da blandingsforholdet mellem frostvæske og destilleret vand ikke var korrekt, hvorved varmeydelsen i kabinen i stilstand eller tomgang var reduceret.
Den 16. oktober 2014 offentliggjorde det tyske Kraftfahrt-Bundesamt en tilbagekaldelse for årgangene 2009 til 2014, da der på grund af en fejl i brændstoffilterhuset kunne danne sig en revne, hvilket kunne føre til udsivning af brændstof.

## Priser
Polo blev valgt til Årets Bil i både Danmark og Europa i 2010.